# Romeira e Várzea
Romeira e Várzea (oficialmente: União das Freguesias de Romeira e Várzea) é uma freguesia portuguesa do município de Santarém, com 32,45 km² de área e 2450 habitantes (censo de 2021). A sua densidade populacional é 75,5 hab./km².

## História
Foi criada aquando da reorganização administrativa de 2012/2013,  resultando da agregação das antigas freguesias de Romeira e Várzea.

## Demografia
A população registada nos censos foi:
| Distribuição da População por Grupos Etários | Distribuição da População por Grupos Etários | Distribuição da População por Grupos Etários | Distribuição da População por Grupos Etários | Distribuição da População por Grupos Etários | Distribuição da População por Grupos Etários |
| -------------------------------------------- | -------------------------------------------- | -------------------------------------------- | -------------------------------------------- | -------------------------------------------- | -------------------------------------------- |
| Antes da agregação                           |                                              |                                              |                                              |                                              |                                              |
| Ano                                          | 0-14 anos                                    | 15-24 anos                                   | 25-64 anos                                   | >= 65 anos                                   | Total                                        |
| 2001                                         | 331                                          | 302                                          | 1284                                         | 543                                          | 2460                                         |
| 2011                                         | 395                                          | 235                                          | 1392                                         | 578                                          | 2600                                         |
| Após a agregação                             |                                              |                                              |                                              |                                              |                                              |
| Ano                                          | 0-14 anos                                    | 15-24 anos                                   | 25-64 anos                                   | >= 65 anos                                   | Total                                        |
| 2021                                         | 269                                          | 276                                          | 1239                                         | 666                                          | 2450                                         |